# Konîșciv, Murovani Kurîlivți
Konîșciv (în ucraineană Конищів) este localitatea de reședință a comunei Konîșciv din raionul Murovani Kurîlivți, regiunea Vinnița, Ucraina.

## Demografie
Componența lingvistică a localității Konîșciv
     Ucraineană (98,35%)
     Rusă (1,65%)
Conform recensământului din 2001, majoritatea populației localității Konîșciv era vorbitoare de ucraineană (98,35%), existând în minoritate și vorbitori de rusă (1,65%).